# Trung Chải, Nậm Nhùn
Trung Chải là một xã thuộc huyện Nậm Nhùn, tỉnh Lai Châu, Việt Nam.

## Địa lý
Địa giới hành chính xã Trung Chải:
- Phía đông giáp các xã Pa Tần, Hồng Thu, Tả Phìn huyện Sìn Hồ[1]
- Phía tây và phía nam giáp xã Nậm Ban[1]
- Phía bắc giáp xã Pa Tần[1] huyện Sìn Hồ và trấn Kim Thủy Hà huyện Kim Bình[3][4] châu Hồng Hà tỉnh Vân Nam, Trung Quốc.[1]

Xã Trung Chải có diện tích 79,82 km², dân số năm 2012 là 1.279 người, mật độ dân số đạt 16 người/km². Dân số xã năm 2015 là 1.478 người. Dân cư xã Trung Chải gồm chủ yếu là hai sắc tộc H'Mông và Mảng.

## Lịch sử

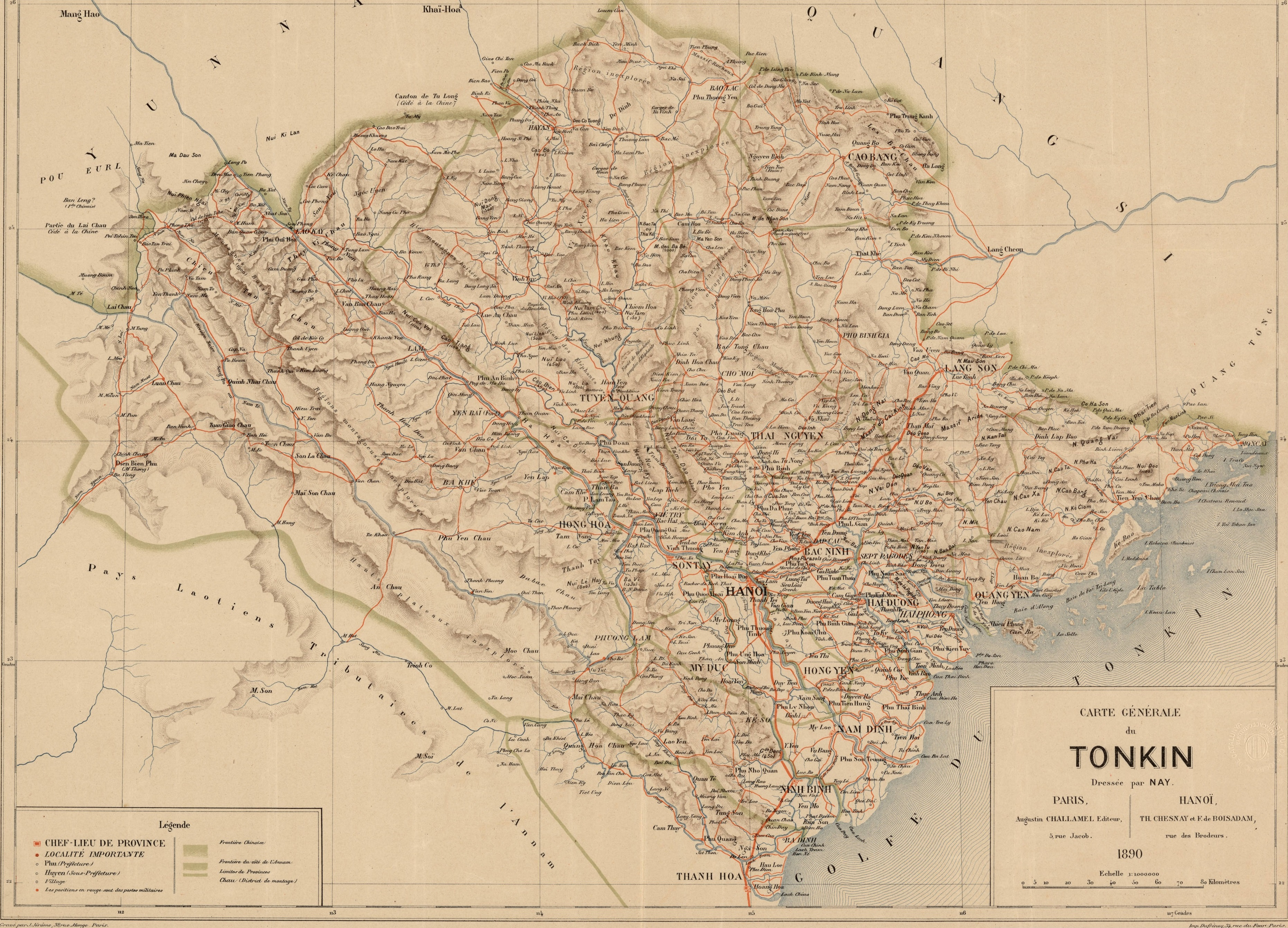
Bản đồ Bắc Kỳ năm 1890 sau Công ước Pháp-Thanh 1887 nhưng trước Công ước Pháp-Thanh 1895. Phần bờ phải sông Nậm Na trong đó có Trung Chải bị cắt cho Trung Quốc.

Thời Pháp đánh Bắc Kỳ những năm 1885-1887, Trung Chải thuộc vùng bờ phải sông Nậm Na, nơi quân Cờ Đen và các lực lượng kháng Pháp của Đèo Văn Trị, Tôn Thất Thuyết hoạt động. Nên năm 1887, do không khảo sát được trên thực địa, Pháp đành chấp nhận theo đòi hỏi của nhà Thanh, ký kết Công ước Pháp Thanh, trên giấy tờ và bản đồ, cắt phần bờ phải sông Nậm Na trong đó có Trung Chải cho Trung Quốc. Đến năm 1895, cùng với sự giúp sức của Đèo Văn Trị cho nguòi Pháp, trong thương thuyết Công ước Pháp Thanh 1895, vùng này mới trả về Việt Nam.
Xã Trung Chải được thành lập vào ngày 2 tháng 11 năm 2012 trên cơ sở điều chỉnh 7.982,26 ha diện tích tự nhiên, 1.279 người của xã Nậm Ban và được chuyển từ huyện Sìn Hồ về huyện Nậm Nhùn mới thành lập.